# Rutilus ohridanus
Rutilus ohridanus är en fiskart som först beskrevs av Stanko Karaman 1924.  Rutilus ohridanus ingår i släktet Rutilus och familjen karpfiskar. IUCN kategoriserar arten globalt som livskraftig. Inga underarter finns listade i Catalogue of Life.